# Spaccio de la bestia trionfante
Spaccio de la bestia trionfante è un'opera filosofica in italiano di Giordano Bruno pubblicata a Londra nel 1584. Scritto in forma di dialogo, lo Spaccio è un testo allegorico di filosofia morale. I tre interlocutori, Sofia (la Sapienza), Saulino (personaggio di fantasia) e Mercurio (il messaggero degli dèì della mitologia romana), discorrono sull'attuazione di una riforma ordinata da Giove per rinnovare la volta celeste e così porre fine a un declino che dura da tempo: spacciare, cioè cacciar via dal cielo vecchi vizi per sostituirli con nuove virtù. L'opera si presta a essere interpretata su diversi livelli, tra i quali resta fondamentale quello dell'intento polemico di Bruno contro la Riforma protestante, che agli occhi del Nolano rappresenta il punto infimo di un ciclo di degenerazione iniziato col cristianesimo.

## Generalità
Il testo è dedicato al cavaliere Philip Sidney (1554 – 1586), nobile britannico alla corte di Elisabetta I, militare e poeta, esponente di spicco del Rinascimento inglese. Preceduto da una epistola esplicatoria, lo Spaccio è composto di tre dialoghi ognuno dei quali suddiviso in tre parti. Dei tre protagonisti Saulino, personaggio non identificato, forse immaginario, è anche interlocutore nella Cabala del cavallo pegaseo.
Come l'autore stesso spiega nell'epistola, Giove, il padre degli dèi nella mitologia greco-romana, «ch'avea colmo di tante bestie, come di tanti vizii, il cielo, secondo la forma di quarant'otto famose imagini», decide di bandire dalla volta celeste queste bestie per sostituirle con «disperse virtù». I quarantotto animali cui Bruno si riferisce corrispondono alle costellazioni enumerate e descritte da Tolomeo nel suo Almagesto, costellazioni che nell'antichità classica erano raffigurate con altrettanti animali, reali o mitologici. Chiamati a raccolta tutti gli dèi, Giove espone la sua idea e ne discute con loro. Nei dialoghi è Sofia a narrare a Saulino lo svolgimento del consiglio celeste.

## Il testo

### Dialogo primo

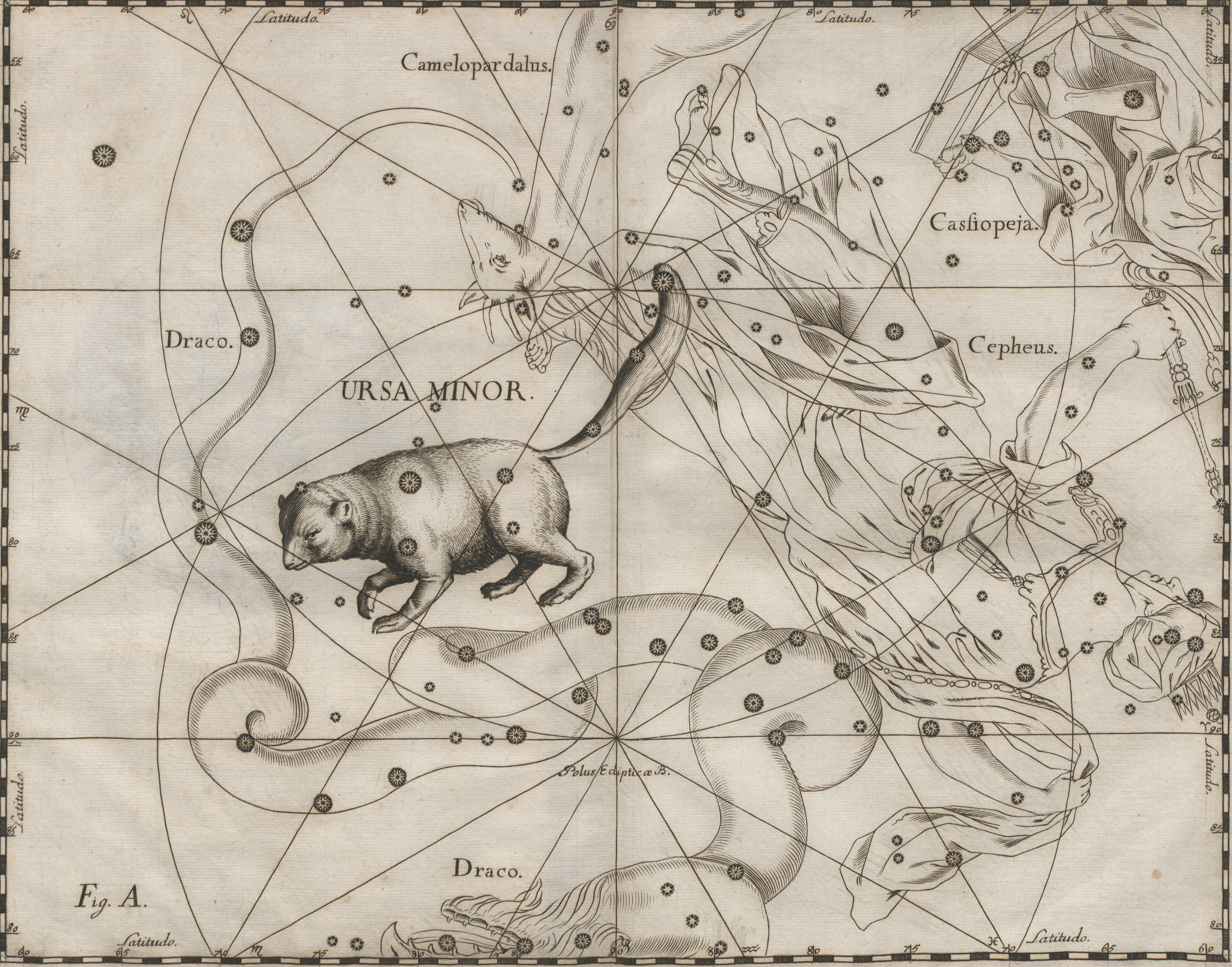
Le stelle della costellazione dell'Orsa Minore in una illustrazione risalente al 1690

La prima parte del primo dialogo vede Sofia e Saulino discorrere sull'avvicendarsi degli eventi nel mondo, la «vicissitudine». La mutazione della materia è uno dei punti principali del pensiero di Bruno: tutto nell'universo è in continuo cambiamento e rientra nella natura delle cose il passare da un estremo all'altro, procedere cioè «per contrarii». Per cui, conclude Sofia, la verità quanto più viene sommersa nel tempo tanto più poi si innalzerà. Bruno fa rientrare la riforma voluta da Giove, e quindi la restaurazione dei valori, nella ordinarietà della vicissitudine universale.
Nella seconda parte trova posto l'"Orazione di Giove", il discorso che questi pronuncia al collegio divino da lui stesso convocato. Il padre degli dèi è sconfortato perché le leggi che egli ha inviato agli uomini sono state usurpate da «indegnissime poltronarie», e lo stesso cielo ne dà testimonianza con il disordine delle costellazioni. Occorre dunque riformare il cielo per restaurare il mondo, occorre che «togliamo dalle nostre spalli la grieve somma d'errori che ne trattiene». Lo "spaccio" consisterà allora nell'espulsione di queste costellazioni, "bestie trionfanti", simbolo della crisi in cui versa l'umanità.
Nella terza parte l'esposizione prosegue col dialogo tra Sofia e il messagero degli dèi, Mercurio: è stato deciso che nel posto occupato dalle costellazioni dell'Orsa Minore (dove è situata la Stella Polare), del Drago, di Cefeo, dell'Artofilace e in quello accanto alla Corona vengano a situarsi rispettivamente le virtù Verità, Prudenza, Sofia, Legge e Giudizio, ciascuna con le sue ancelle; scompaiono così la Falsità, la Casualità, l'Ignoranza, la Prevaricazione, l'Iniquità, e con queste anche le tante «ministre», come la stolta fede, l'ipocrisia, l'eccesso, la vendetta, eccetera.
Trova posto al termine di quest'ultima parte la curiosa descrizione che Mercurio fa a Sofia delle disposizioni impartitegli da Giove prima che egli giungesse. L'«alato nume» elenca così tutta una serie di compiti apparentemente irrisori, «minuzzaria»: ogni cosa nel mondo, anche quella apparentemente più insignificante ha la sua importanza, perché «la cognizion divina non è come la nostra, la quale séguite dopo le cose; ma è avanti le cose e si trova in tutte le cose, di maniera che, se non la vi si trovasse, non sarrebono cause prossime e secondarie.»

### Dialogo secondo

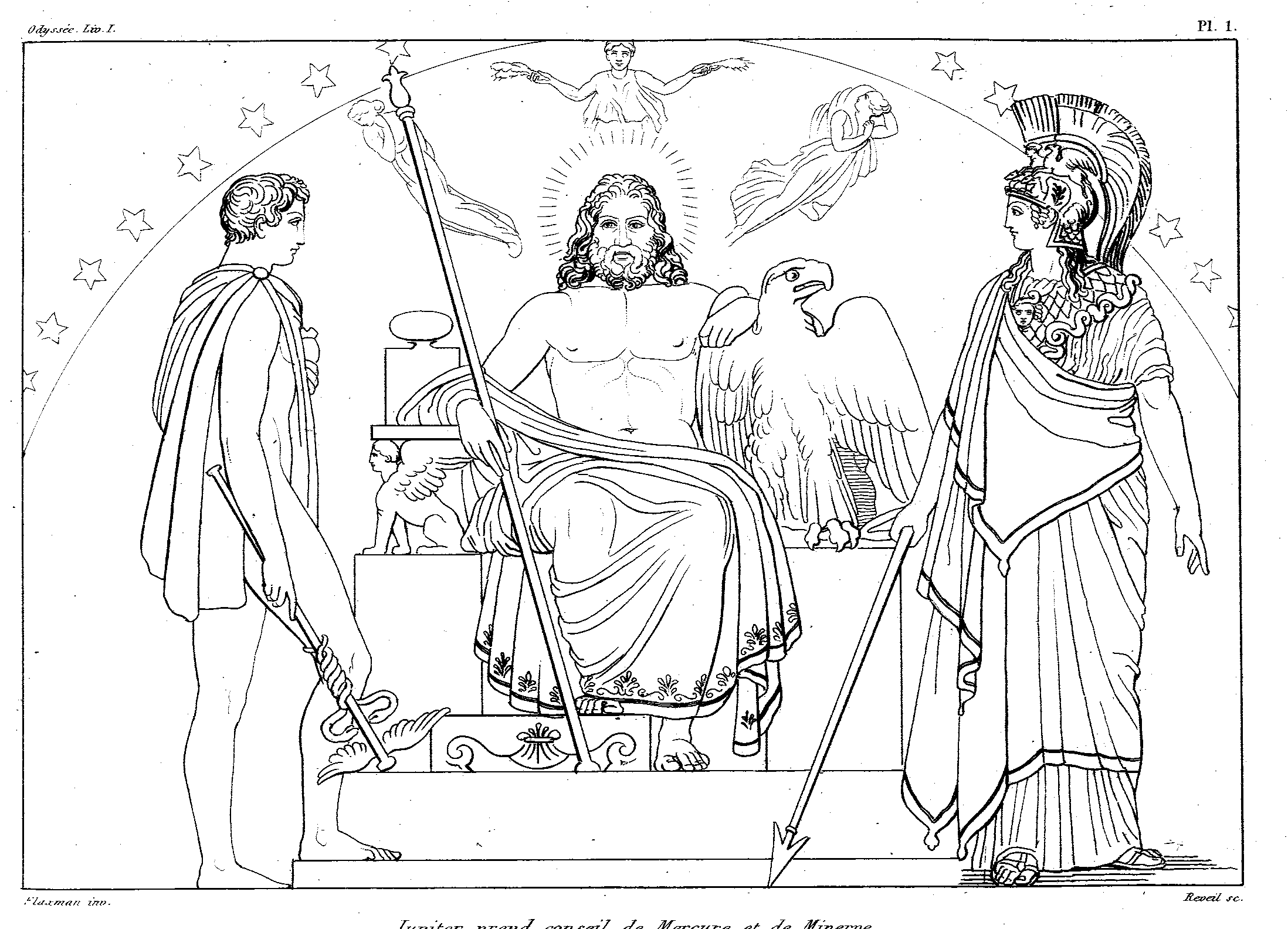
Hermes, Zeus e Atena in un'illustrazione dell'Odissea, John Flaxman 1810

Il secondo dialogo procede con Sofia che rispondendo alle domande di Saulino spiega perché quelle cinque virtù siano state preferite alle altre. Avanti tutte le cose non può che esserci la verità, causa, principio, mezzo e fine di tutto. La prudenza, nota anche come providenza quando riferita al divino, agisce in noi come espressione di quella e si fa guidare dalla dialettica e dalla metafisica. Sofia è la sapienza, cioè il fine della conoscenza stessa, intento nobile quando finalizzato alla ricerca della verità. «Alla sofia succede la legge, sua figlia», perché la legge deve essere asservita alla sapienza e con questa operare. Il giudizio ha, infine, il compito di prendersi cura della legge. Il risultato di questa nuova catena di valori, e Bruno è esplicito, non può dunque comprendere una legge cieca, che discenda da dèi che «si commuoveno o si adirano» per quello che gli uomini fanno; che minacciano e premiano senza aver chiaro il «fine e l'utilitade de gli uomini medesimi»; che «non accenda l'appetito de la gloria ne gli petti umani».
La seconda parte del secondo dialogo vede la Ricchezza reclamare un posto per sé, ma non v'è spazio per la ricchezza: essa è quella che fa «zoppicare» il Giudizio, zittire la Legge e calpestare la Sapienza. E nemmeno sembra esserci posto per la Povertà, che vedendo la Ricchezza essere scacciata «si fece innante». Giove tuttavia la preferisce alla Ricchezza perché «alla filosofia donano impedimento le ricchezze». E Sofia saggiamente commenta che è povero non chi ha poco ma chi desidera molto. È il turno della Fortuna, la dea bendata, che chiede di occupare il posto della costellazione di Ercole. La Fortuna, nel suo discorso, rivendica quel posto perché proprio per essere senza vista, ella si dà a «tutti equalmente», e quindi non può essere incolpata dei vizi e dei problemi dell'umanità. Giove, pur approvando le motivazioni addotte dalla Fortuna non la reputa degna di prendere quello spazio così importante, che invece assegna alla Fortezza – e siamo all'ultima parte del secondo dialogo: se non c'è volontà e forza d'animo non si può giungere ad alcun fine, restando altrimenti in balia della sorte.
Al posto della Lira Bruno pone la Memoria, Mnemosine con le sue nove figlie, le Muse. Il dialogo procede con altre costellazioni che vengono spacciate per essere sostituite da Penitenza, Semplicità, Diligenza, Fatica, eccetera.

### Dialogo terzo

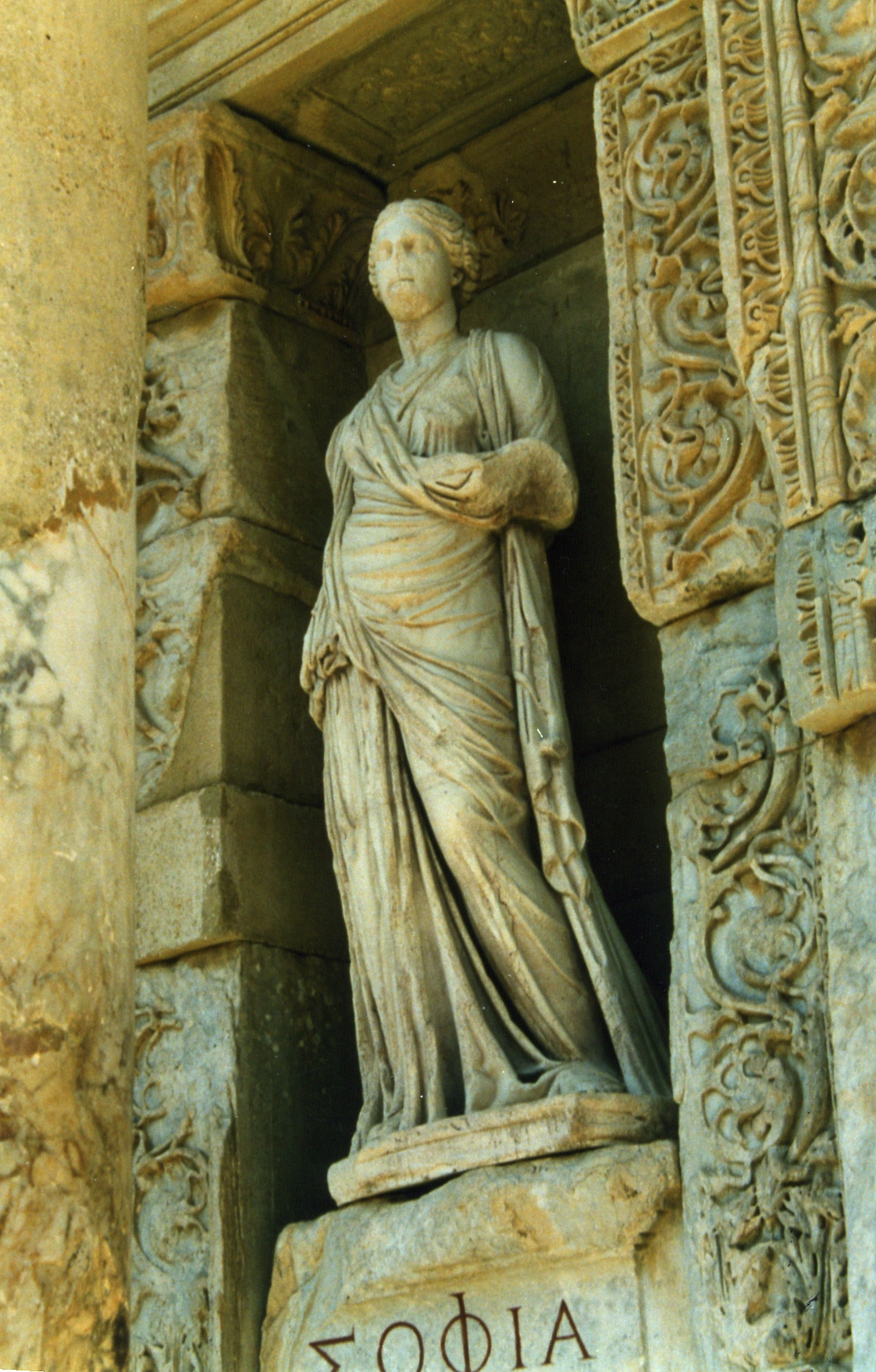
Statua in onore di Sophia, la Sapienza, o Conoscenza, sito di Efeso

Nell'ultimo dialogo la parte prima contiene la critica contro l'Ozio e l'età dell'oro. È infatti proprio l'Ozio a difendere l'età dell'oro: tutti la lodano e la invocano perché è all'insegna di una vita semplice, senza affanni, in cui si può avere tutto quello che la natura mette a disposizione senza fatica. Giove gli risponde cha all'uomo sono state date le mani e l'intelletto, funzioni che lo distinguono dagli animali e che l'uomo non può lasciare inutilizzate perché «allontanandosi dall'esser bestiale, più altamente s'approssimano a l'esser divino». E aggiunge che quindi non può esserci virtù nell'oziare, «atteso che è differenza molta tra il non esser vizioso e l'esser virtuoso». Per l'ozio c'è spazio soltanto dopo occupazioni degne, altrimenti l'ozio è non soltanto inutile ma dannoso, conclude Giove. Per Bruno esaltare l'età aurea equivale a favorire la stasi e l'ignoranza. Il riferimento implicito è anche al paradiso terrestre, dal quale il dio biblico scaccia l'uomo condannandolo al lavoro: al contrario, il lavoro non è punizione divina, l'uso delle mani e della ragione è nel bene e nel male quello della civiltà umana. Si comprende così perché Bruno, in chiusura del precedente dialogo, aveva speso non poche pagine per esaltare la Fatica.
Nella seconda parte Saulino e Sofia discorrono sugli antichi egizi. «La natura non è altro che Dio nelle cose» e «Iddio tutto è in tutte le cose», spiega Sofia, ma nella natura il divino si presenta in forme differenti, alcune delle quali hanno tratti comuni, questi tratti possono essere pensati come dèi, per esempio gli dei dell'Olimpo o quelli dell'antico Egitto:
(Sofia: dialogo III, parte II)
Quindi nell'adorare Giove, per esempio, essi non lo adoravano come fosse Dio, bensì adoravano Dio in lui. Qui Bruno, per evitare che il lettore fraintenda identificando il nome della divinità con le sue caratteristiche, riferisce il culto di Giove agli egizi. Saulino riprende infatti Sofia facendole notare che Giove era una divinità sconosciuta agli egizi, ma la si ritrova molto tempo dopo presso la civiltà greca. Sofia invita Saulino a non aver pensiero del nome, ma di prestare attenzione alla «consuetudine più universale». Il divino si comunica all'uomo in «modi innumerabili... e ave nomi innumerabili». Ed è proprio questa la sapienza che occorre avere per discernere, oltre il multiforme aspetto della natura, oltre lo scorrere dei tempi, oltre la variabilità dei nomi, l'unità divina che tutto sottende, «il quale abito si chiama magia».

## Contenuti

### La nuova religione
Riferendosi alla legge Bruno scrive:
(Sofia: dialogo II, parte I)
La Legge, come le altre virtù ha due aspetti congiunti, l'uno divino e l'altro terreno, ma il fine è comune, e la legge divina può ben intendersi come "religione". Religione è termine dalla etimologia non chiara, ma che Bruno intende come "legare", "tenere insieme", dal latino re-ligare. La legge deve favorire la civiltà umana e la coesione sociale; i riti e le cerimonie non possono né devono essere svolti per favorire dèi che non stiano fra gli uomini, per placare la loro ira o ingraziarsi i loro favori: le cerimonie religiose hanno senso soltanto quando sono parte integrante della gestione pubblica, della vita civile. È in tal maniera che devono essere intesi i modelli che Bruno propone, quelli delle religioni egizia e romana antiche, come lo stesso contesto metaforico entro il quale lo Spaccio è inscenato. La riforma celeste che Giove propone è riforma religiosa e al contempo civile: le leggi degli uomini non vengono dagli dèi, ma sono con gli dèi.
La ricostituzione della legge si inquadra allora per Bruno in un contesto più ampio della sola società in sé stessa: è il legame fra uomo e divino che deve essere riparato. La giustizia umana è al contempo giustizia naturale, e pertanto divina, perché «essenza e natura sono uno». Nello Spaccio ontologia, etica e religione sono strettamente interconnessi. La religione che Bruno vuole è quella del buon cittadino che opera diligentemente per la comunità, che ha il senso del consorzio civile, del cittadino capace di essere semplice ma anche eroico, che sviluppa e favorisce la convivenza pacifica e la conoscenza della natura. Si tratta dunque di un programma che si pone agli antipodi delle posizioni del cristianesimo, quella «finta religione [...] tragedia caballistica» che va da Paolo a Lutero.

### La polemica anticristiana
I riferimenti polemici contro il cristianesimo, pur se non espliciti, sono frequenti nello Spaccio. Riferendosi ai «grammatici» Bruno li accusa di:
(Sofia: dialogo II, parte I)
E Bruno qui allude alle guerre civili che in quegli anni imperversavano in Europa, identificando i grammatici coi pedanti teologi.
Parlando della costellazione di Orione, dove dimorano Impostura, Destrezza e Gentilezza disutile, Bruno scrive «che fa orinare il cielo» e che costui «sa far meraviglie... e può caminar sopra l'onde del mare senza infossarsi, senza bagnarsi gli piedi»: Orione-Cristo non merita di stare nel cielo fra gli dèi, ma nel mondo dove potrà provare a far credere quello che vuole, anche che la «natura è una puttana bagassa», «che ogni atto eroico non è altro che vegliaccaria; e che la ignoranza è la più bella scienza del mondo». Con riferimento al patto stabilito nel Nuovo Testamento fra Dio e l'umanità per mezzo di Gesù, Bruno scrive che non conosce alcuna «forfantaria» chi non conosce questa, che è la «madre di tutte», patto che ha per fine soltanto la «vana gloria» di Dio. Costoro, conclude Bruno, «son meritevoli d'esser perseguitati dal cielo e da la terra, ed esterminati come peste del mondo».
Nel terzo dialogo, là dove si loda la religione degli antichi egizi, si contrappone quei culti a quello di «escrementi di cose morte et inanimate», con allusione al culto delle reliquie nel cristianesimo. Gli ebrei poi, son «convitti per escremento de l'Egitto», cioè portatori di una cultura ormai corrotta.